# Río Powder

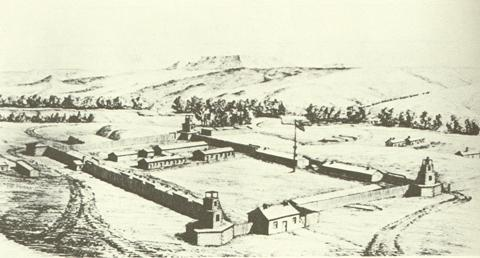
Antiguo Fort Reno, establecido en 1865 a orillas del río Powder para proteger a los colonos que recorrían la ruta Bozeman.

El río Powder (en inglés: Powder River, que significa «río Polvo» o «río del Polvo») es un río del noroeste de los Estados Unidos, uno de los principal afluentes del río Yellowstone que discurre por la parte central de la vertiente oriental de las Montañas Rocosas. Tiene una longitud de 604 km, que lo sitúan entre los 70 ríos más largos de los Estados Unidos.
El río Powder drena un área históricamente conocida como región del río Polvo, en la gran meseta al este de las montañas Bighorn. 
Administrativamente, el río discurre por los estados de Wyoming y Montana.

## Geografía
El río Powder nace en la parte central del estado de Wyoming, en el condado de Johnson. El río se forma por la confluencia de tres fuentes o ramales, en las colinas al este de las montañas Bighorn, cerca de la pequeña localidad de Kaycee (249 hab. en 2000): los ramales Norte («North Fork») y Medio («Middle Fork») corren a lo largo de la vertiente oriental de las Bighorn y el ramal Sur («South Fork»), el más largo, nace en la vertiente norte del pico Garfield, en las montañas Granite, al oeste de Casper (49.644 hab.). 
El río Powder, tras reunir sus tres fuentes, discurre primero un corto tramo en dirección este, hasta llegar a la pequeña localidad de Susex. Aquí vira hacia el Norte atravesando la meseta situada al este de las montañas Bighorns. Discurre por una región prácticamente despoblada, manteniendo la misma dirección, corriendo primero por el lado oriental del condado de Johson, luego por el del Sheridan y, durante un corto tramo, por la esquina nororiental del condado de Campbell, hasta llegar a la frontera septentrional de Wyoming. 
Entra en Montana por el condado que lleva su mismo nombre, Powder River. Vira ligeramente hacia el NNE, llegando pronto a Moorhead y luego a Broadus (451 hab.). Aguas abajo, al poco, recibe por la derecha, procedente del sur, al río Pequeño Powder («Little Powder River»). Entra en el Condado de Custer y comienza a virar hacia el Norte. Pasa por Mizpah y Locate y llega en su último tramo al Condado de Prairie, donde se une finalmente al río Yellowstone por la derecha, aproximadamente 80 km aguas abajo de que el Yellowstone haya pasado por la ciudad de Miles City (Montana) (8.487 hab.).
El río Powder (polvo) fue llamado así porque la arena a lo largo de una parte de sus orillas se asemejaba a la pólvora. 
La cuenca del río Powder está cerca de la frontera entre Montana y Wyoming es una fuente importante de la minería del carbón con bajo contenido en azufre de los Estados Unidos.

## Tramos protegidos
El 28 de octubre de 1988, un corto tramo del río de 18,8 millas fue declarado como río salvaje y paisajístico nacional.

## Historia
La región del río Powder era lugar de paso de una de las rutas a los campos de oro de Montana, la ruta Bozeman. Por ello se construyó en 1865 un fuerte de madera, fuerte Reno, en su ribera, cerca de la desembocadura del Dry Fork. Más tarde, el Tratado de Fort Laramie (1868) reconoció el control de la región del río Powder para la nación lakota y finalizaron los viajes por la ruta Bozeman. El presidente Ulysses S. Grant ordenó el abandono de los fuertes, y varios de ellos fueron luego incendiados. En 1876, a raíz de la Guerra Black Hills, el Ejército volvió a abrir la ruta  Bozeman y se reconstruyeron los fuertes. 
En la región del río Powder se celebraron algunas campañas punitivas contra los indios conocidas como Expediciones del río Powder (1865 y 1876) y también la batalla del río Powder, una batalla celebrada el 17 de marzo de 1876, a orillas del río, entre el ejército estadounidense y los indios cheyenne.